# 2229 Mezzarco
2229 Mezzarco (1977 RO) là một tiểu hành tinh vành đai chính được phát hiện ngày 7 tháng 9 năm 1977 bởi P. Wild ở Zimmerwald.